# Autoritat Europea de Seguretat Alimentària
L'Autoritat Europea de Seguretat Alimentària (EFSA) o Agència Europea de Seguretat Alimentària és una agència de la Unió Europea (UE) que vetlla per la seguretat alimentària en els països de la Unió.

## Història
Fou creada pel Consell de la Unió Europea i ratificada pel Parlament Europeu el 28 de gener de 2002. Operativa a partir del juliol de 2002, inicialment s'establí a la ciutat belga de Brussel·les però des del juliol de 2005 té la seu a la ciutat italiana de Parma.
Des de juliol de 2006 la direcció executiva és ocupada per Catherine Geslain Laneelle.

## Objectius
El seu principal objectiu és la responsabilitat de proporcionar els mètodes científics per alertar i detectar tots aquells problemes que afectin a la seguretat alimentària, com podria ser combatre el frau alimentari valorant els riscos que puguin afectar els estats membres de la Unió Europea.
En cadascun dels països europeus existeix una Agència que vetlla pel compliment de les directrius oportunes, com és el cas d'Espanya, on opera l'Agència Espanyola de Seguretat Alimentària i Nutrició (a Catalunya, l'Agència Catalana de Seguretat Alimentària).